# Johann Igl
Johann Igl (* 28. November 1912 in Kallmünz; † 21. April 1945 in Regensburg) war ein deutscher Schneidergeselle, römisch-katholischer Konfession und Märtyrer.

## Leben
Johann Igl wuchs als uneheliches Kind in Kallmünz-Schirndorf bei Regensburg auf. Seine Mutter heiratete und verlor ihren Ehemann im Ersten Weltkrieg. Von 1918 bis 1926 ging er zur Schule. Nachdem er eine Schreinerlehre wegen Herzfehler nach zwei Jahren hatte abbrechen müssen, versuchte er sich als Kandidat zuerst bei den Barmherzigen Brüdern in Schweinspoint, dann im Karmelitenkloster St. Josef in Regensburg. Nach 18 Monaten verließ er das Kloster, machte eine Schneiderlehre und wohnte bei seiner Mutter, die er mit seinem Einkommen als Handwerker unterstützte. 1939 wurde er als „nicht kriegsdienstverwendungsfähig“ eingestuft, ab Juli 1940 jedoch zur kasernierten Luftschutzpolizei eingezogen. 1942 heiratete er. Das Paar bekam zwei Kinder.
Igl war Mitglied der Kolpingfamilie, Hilfsküster in St. Emmeram (Regensburg) und katholisch motivierter Gegner des Nationalsozialismus. 1937 wurde er ein erstes Mal sieben Monate inhaftiert. Am 25. Februar 1944 wurde er denunziert, weil er über Hitler gesagt hatte: „Findet sich denn keiner, der ihn beseitigt?“ Am 27. Juni 1944 wurde er von der Gestapo verhaftet. Nach drei Monaten Haft in Regensburg wurde er am 20. September 1944 wegen Wehrkraftzersetzung zum Tode verurteilt, am 3. Oktober in das KZ Dachau verlegt, am 1. April 1945 wieder nach Regensburg transportiert und am 21. April 1945 (nach einem letzten Besuch von Mutter und Ehefrau) durch Erhängen hingerichtet. Sein Grab befindet sich auf dem Oberen Katholischen Friedhof Regensburg.

## Gedenken
Die deutsche Römisch-katholische Kirche hat Johann Igl als Märtyrer aus der Zeit des Nationalsozialismus in das deutsche Martyrologium des 20. Jahrhunderts aufgenommen. In Regensburg (Beraiterweg 4) wurde zu seiner Erinnerung ein Stolperstein verlegt.